# جيمس ك. توماس
جيمس ك. توماس (بالإنجليزية: James C. Thomas)‏ هو سياسي أمريكي، ولد في 26 أبريل 1889، وتوفي في 13 أغسطس 1958. حزبياً، نشط في الحزب الديمقراطي. وقد انتخب عضو جمعية ولاية نيويورك.